# Zvole, Žďár nad Sázavou
Zvole là một làng thuộc huyện Žďár nad Sázavou, vùng Vysočina, Cộng hòa Séc.